# Ассен
А́ссен (нидерл. Assen) — город и община в Нидерландах, административный центр провинции Дренте. Расположен в 23 км к югу от Гронингена.

## История
В 1260-х годах в провинции Дренте по приказу епископа Утрехтского был построен цистерцианский монастырь, вокруг которого из нескольких ферм выросли деревни Деурзе, Виттен и Пело. Со временем население росло и образовался Ассен, ставший около 1600 года фактически столицей провинции после того, как аббатство было закрыто. От монастыря городу достался герб, на котором, как и на гербе провинции Дренте, изображена Богородица с младенцем. Сегодня на территории монастыря находится музей Дренте, построенный в 1882 году как резиденция правительства провинции.

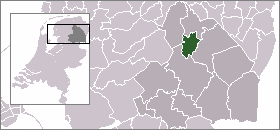
Расположение общины Ассен на карте Нидерландов

До 1807 года Ассен являлся частью муниципалитета Ролде. Даже во времена аббатства религиозный центр находился в Ролде. Лишь в 1815 году в Ассене появился собственный пастор. Ассен получил статус города в 1809 году, после чего город стал стремительно расти: в 1823 году начался выпуск газеты, в 1825 году открыта латинская школа, в 1830 — почтовое сообщение с Гронингеном, суд — в 1840, военный гарнизон появился в 1852, а в 1870 году была открыта железнодорожная станция.
С начала XX века Ассен стал играть более важную промышленную роль. Изначально он был городом чиновников, но появление скотобойни, молокозавода и чугунолитейного завода открыло для него новые направления развития и способствовало притоку населения. В 1930-х годах Ассен стал центром здравоохранения провинции после постройки нескольких психиатрических больниц и других медицинских сооружений.
После второй мировой войны население Ассена не превышало 20000 жителей, но индустриальный рост (в частности появления в городе Голландской нефтяной компании) положительно сказался на темпах роста населения. Сегодня Ассен имеет население свыше 64 тыс. человек и продолжает расти.

## Достопримечательности
В окрестностях Ассена находятся могилы древних народов (нидерл. hunebedden — дольмены), о которых упоминает ещё Тацит; это большие камни, на которые положены поперек другие, не менее тяжелые камни; там же были найдены урны с пеплом, боевые топоры и прочее.
В 1955 году в городе была построена знаменитая гоночная кольцевая трасса TT Circuit Assen, на которой проходят авто- и мотогонки, в том числе мото Гран-при Нидерландов. Гоночные соревнования в Ассене проходили и раньше, до постройки трассы, так Гран-при Нидерландов проводится в городе с 1925 года, изначально его маршрут проходил через окрестные деревни.

## Известные жители
- Анке-Жани Ландман  — голландская шорт-трекистка, призёр чемпионата мира по шорт-треку 1992 года, двукратная призёр чемпионата Европы по шорт-треку 1998 и 2001 года.